# KfH Kuratorium für Dialyse und Nierentransplantation
Das KfH Kuratorium für Dialyse und Nierentransplantation e. V., mit Sitz in Neu-Isenburg, ist ein gemeinnütziger Verein; seine Mitglieder sind überwiegend Ärzte (Nephrologen).
Das KfH hat die Versorgungsstrukturen für die Behandlung chronisch nierenkranker Patienten in Deutschland geschaffen. Hinzu kommen etwa doppelt so viele Patienten, die in den KfH-Sprechstunden für chronisch Nierenkranke und Nierentransplantationspatienten betreut werden. Das Bestreben des KfH ist es, die Dialyse entweder durch frühzeitiges Erkennen bzw. die vorbeugende Behandlung von Nieren- und Hochdruckerkrankungen und Diabetes mellitus (Prävention) oder durch eine Nierentransplantation überflüssig zu machen.

## Geschichte
Der Verein wurde am 7. Oktober 1969 als Kuratorium für Heimdialyse  gegründet und schuf die notwendigen Voraussetzungen, um schrittweise eine flächendeckende Dialysebehandlung in Deutschland einzuführen. Der Verein baute 1973 erste ambulante Dialysezentren in enger Kooperation mit Kliniken auf. Das erste KfH-Kinderdialysezentrum entstand 1977.
1982 realisierte der Verein in Zusammenarbeit mit den GKV-Spitzenverbänden die flächendeckende Einführung des Verfahrens zur berührungsfreien Nierensteinzertrümmerung (Lithotripsie).
Die Deutsche Stiftung Organtransplantation (DSO) wurde 1984 gegründet. Damit wurden die seit 1976 vom KfH geschaffenen Organisationsstrukturen für die Nierentransplantation auf das Gesamtgebiet der Organtransplantation ausgedehnt. Der Verein leistete 1989 Soforthilfe in den neuen Bundesländern, um auch dort die Versorgung nierenkranker Patienten zu gewährleisten.
Das KfH-eigene medizinische Qualitätssicherungssystem Qualität in der Nephrologie [QiN] wurde 1999 eingeführt.
Die KfH-Nierenzentren erhielten 2002 im Rahmen der Neuordnung der Versorgung nierenkranker Patienten langfristige Versorgungsaufträge, die neben der ärztlichen Behandlung von Dialysepatienten auch Maßnahmen zur Vorbeugung gegen eine terminale Niereninsuffizienz sowie zur Transplantationsvorbereitung und -nachsorge umfassen. In Trägerschaft des KfH entstanden 2007 in Hannover und Aue erste Medizinische Versorgungszentren zur umfassenden Versorgung nierenkranker Patienten.
Das KfH verfügt über ein eigenes Bildungszentrum, das nach eigener Aussage industrieunabhängige Fort- und Weiterbildungen anbietet, um erlangtes Wissen an unterschiedlichste Berufsgruppen, die am Versorgungsprozess für nierenkranke Patienten beteiligt sind, weiterzugeben.
Vorstandsvorsitzender des KfH ist seit 2013 Dieter Bach. Das KfH hat sich zum größten Dialyseanbieter Deutschlands entwickelt (Stand 2013) und beschäftigt bei einem Umsatzerlös von über 500 Mio. Euro ca. 7.000 Mitarbeiter in 211 Behandlungszentren. Es werden von den Behandlungszentren rund 20.000 Dialysepatienten betreut, davon 1788 in Heimdialyse, wobei hier der größte Anteil mit 1545 Patienten bei Peritonealdialyse liegt.
Das KfH trägt das Dialysemuseum Fürth als einzige Einrichtung seiner Art in Deutschland.

## Behandlungszentren
Anzahl (Stand 2017):
- Nierenzentren = 185
- Nierenzentren für Kinder und Jugendliche = 16
- Medizinische Vorsorgezentren = 22

## Stiftungen
- KfH-Stiftung Präventivmedizin – gegründet 2005 mit dem Ziel wissenschaftliche, klinische Forschungsprojekte über Nierenerkrankungen zu fördern[9].
- KfH-Stiftung Nothilfe für Nierenkranke – gegründet 2001 mit dem Ziel nierenkranken Menschen in wirtschaftlichen Notsituationen zu helfen[10].

## Tochterunternehmen GML
Im Jahr 2001 entwickelte sich aus der damaligen technischen Abteilung des KfH das Tochterunternehmen GML Aktiengesellschaft für Medizintechnik und Logistikmanagement. Heute ist die GML ein bundesweit tätiges Dienstleistungsunternehmen, welches über 36.000 medizintechnische Geräte in entsprechenden Gerätemanagementverträgen führt.
Die GML AG wurde Mitte 2018 wieder ins KfH eingegliedert.